# کوسادا (آلاباما)
کوسادا (به انگلیسی: Coosada) شهری در شهرستان اِلمور ایالت آلاباما است که مساحت آن ۱۸٫۹۷ کیلومتر مربع است و در سرشماری سال ۲۰۱۰ میلادی، ۱٬۲۲۴ نفر جمعیت داشته و تراکم جمعیتی آن، ۶۴٫۵۲ نفر در هر کیلومتر مربع بوده است.